# Östgöta luftvärnsartilleriregementes detachement i Stockholm
Östgöta luftvärnsartilleriregementes detachement i Stockholm (A 10 S) var ett luftvärnsförband inom svenska armén som verkade i olika former åren 1939–1941. Förbandsledningen var förlagd i Stockholms garnison i Stockholm.

## Historia

### Bildandet
Förbandet uppsattes den 1 oktober 1939 i Stockholm som Östgöta luftvärnsartilleriregementes detachement i Stockholm (A 10 S). Den 1 oktober 1941 avskildes detachementet från Östgöta luftvärnsartilleriregemente och blev ett självständigt förband under namnet Stockholms luftvärnsregemente (A 11). Som ett led i försvarsbeslutet 1942 överfördes regementet 1942 till det nyuppsatta truppslaget Luftvärnet som Stockholms luftvärnsregemente (Lv 3).

## Förläggningar och övningsplatser

### Förläggning
När detachementet grupperades till Stockholm övertogs Göta livgardes tidigare kaserner på Linnégatan. Som pjäshall nyttjades förrådsutrymmen vid Dragonkasernerna, även kallad Dragongården, på Gärdet.

## Förbandschefer
- 1939–1941: ???

## Namn, beteckning och förläggningsort
| Östgöta luftvärnsartilleriregementes detachement i Stockholm | 1939-10-01 | – | 1941-09-30 |

| A 10 S | 1939-10-01 | – | 1941-09-30 |

| Stockholms garnison (F) | 1939-10-01 | – | 1953-03-05 |